# Batalla de Cuito Cuanavale
La batalla de Cuito Cuanavale va ser un important enfrontament militar succeït entre desembre de 1987 i març de 1988 durant el context de la Guerra Civil angolesa i la Guerra de la frontera de Sud-àfrica.
Entre el 9 de setembre i el 7 d'octubre de 1987, les Forces Armades Populars d'Alliberament d'Angola (FAPLA), en un intent de sotmetre finalment el moviment insurgent angolès UNITA en el sud-est d'Angola, va ser repel·lit de manera decisiva en una sèrie de batalles al riu Lomba per la intervenció de les SADF. Amb les FAPLA en retirada fins al punt de partida de la seva ofensiva, a Cuito Cuanavale, el SADF i UNITA va passar a l'ofensiva i va començar el setge amb bombardejos amb artilleria de llarg abast, el 14 d'octubre. Una gran batalla es va produir i Angola, per temor a una derrota, va demanar ajuda a Cuba. Amb reforços cubans, Cuito va resistir i l'avanç de Sud-àfrica va acabar després de sis intents fallits per superar les defenses de les FAPLA i Cuba entre el 13 de gener i 23 de març de 1988. El SADF es van retirar, però va seguir bombardejant Cuito des de distància.
Els angolesos i cubans van iniciar les negociacions de pau el 9 de març de 1988 sota l'empara dels EUA. El 3 de maig els sud-africans es van unir també a la taula negociadora, on van acordar retirar-se d'Angola l'1 de setembre de 1988 i amb l'aplicació de la Resolució 345 sobre Àfrica del Sud-oest l'1 de novembre, la qual cosa va portar a la independència de Namíbia, i després per fi del règim de l'apartheid en el sud d'Àfrica. Els cubans van iniciar la retirada d'Angola que es va perllongar fins a juliol de 1991. Un acord de pau intervingut per Chester Crocker, es va signar finalment el 22 de desembre de 1988 a Nova York.

## Antecedents
Durant 13 anys fins a 1974, tres grups armats van lluitar per la independència d'Angola contra Portugal: l'esquerrà MPLA (amb el seu braç armat FAPLA), dirigit per Agostinho Neto, el conservador FNLA, liderat per Holden Roberto i recolzat per Mobutu Sese Seko de Zaire i la UNITA, dirigida per Jonas Savimbi (un antic maoista que es va separar del FNLA, després patrocinat per la CIA i Sud-àfrica).
Després de la Revolució dels Clavells d'abril de 1974 a Portugal, el nou govern revolucionari de Portugal decideix deixar les possessions africanes d'ultramar, com Angola. El tractat d'Alvor consistia una sèrie d'acords entre les tres faccions rebels i Portugal que anaven a aplanar el camí a la independència. Sota els seus termes, es va formar un govern de transició, es van programar les eleccions per al final de l'any, i 11 de novembre de 1975, era programat com a dia de la independència d'Angola.
La lluita entre les tres faccions rebels es va iniciar poc després que el govern de transició va assumir el càrrec el 31 de gener de 1975, amb cada moviment buscant prendre el control de les seves àrees tradicionals d'influència a mitjan aquest any: El MPLA a la capital i centre d'Angola, el FNLA al nord i UNITA al sud.

### Sud-àfrica i Namíbia
Des de la terminació del mandat de l'ONU en 1966, Sud-àfrica havia ocupat il·legalment Àfrica del Sud-oest (actual Namíbia), un territori contigu a Angola al sud, on també s'imposa l'apartheid. Aquest any va veure el començament de la resistència armada pel SWAPO. Després de la independència d'Angola en 1975, la SWAPO va obtenir el suport del govern d'Angola i va operar contra de les forces sud-africanes des de les bases al sud d'Angola. Per tant, en la guerra civil d'Angola, UNITA s'havia convertit en un aliat valuós de Sud-àfrica en la seva lluita contra el SWAPO. Les SADF van començar llavors a llançar atacs a les bases de SWAPO en territori angolès.
El 9 d'agost de 1975 les SADF van assegurar el complex hidroelèctric Ruacana a la frontera entre Angola i Namíbia després que els enginyers van ser advertits de marxar lliurement per que la força rebel UNITA era indisciplinada i podia atacar-los; el 14 d'octubre Sud-àfrica va llançar l'Operació Savana en suport d'UNITA i el FNLA avançant cap a Luanda i arribant a estar a 200 quilòmetres de la ciutat. El FNLA, recolzat per unitats del Zaire, sud-africans i mercenaris portuguesos va continuar avançant cap a Luanda des de l'est i va arribar fins a Quifangondo. El 7 de novembre Cuba va iniciar l'Operació Carlota, intervenint a favor del MPLA amb un màxim de 30.000 soldats. Això va permetre que al MPLA mantenir Luanda i l'11 de novembre Agostinho Neto va proclamar la independència d'Angola.

### Guerra Freda
La guerra civil d'Angola aquesta el context de la Guerra Freda entre la Unió Soviètica i els Estats Units. Ambdues superpotències van tractar d'influir en el resultat de la guerra civil a través del seu suport a un o un altre bàndol.
Els moviments d'alliberament africans, als quals també es va oposar el règim de l'apartheid a Sud-àfrica, troben principalment el suport en els països socialistes. Angola i SWAPO són recolzats bàsicament per Cuba i la Unió Soviètica i alguns països del bloc de l'Est, mentre que Occident, sobretot els Estats Units, va recolzar Sud-àfrica, encara que en la clandestinitat, i el seu aliat en el sud, UNITA (al nord, la FLNA havia quedat desarticulat).
Després que els cubans havien ajudat a guanyar el poder al MPLA en 1975 es va considerar necessari romandre al país fins que s'hagués estabilitzat i afirmat el seu domini. La Unió Soviètica i altres països del Bloc Oriental van subministrar a les FAPLA amb armament, assessors i personal tècnic especialitzat. La UNITA va aconseguir repuntar i, amb el suport sud-africà i dels EUA, es va convertir en una amenaça per al govern d'Angola. UNITA va rebre també el suport dels aliats dels EUA, sobretot en forma de míssils Stinger que van ajudar a repel·lir la superioritat aèria de les forces de les FAPLA. Mentre que els EUA va ajudar amb diners i armes, Sud-àfrica va enviar al voltant de 5.000 soldats en ajuda. Els interessos del Sud-àfrica radicaven a impedir que el govern angolès es fes amb el control del sud-est d'Angola i tenir al territori controlat per UNITA com a zona de amortiment. Angola limita al sud amb Àfrica del Sud-oest. Si UNITA i Sud-àfrica es fessin amb el control del sud d'Angola, seria difícil pel SWAPO lluitar per la independència de Namíbia des de les seves bases a Angola.
L'interès estratègic del govern de Sud-àfrica va ser, per mantenir el control de la UNITA a les regions limítrofes de Namíbia, amb la finalitat d'evitar que els guerrillers de la SWAPO rebessin ajuda d'Angola i no obtinguessin un trampolí en el sud angolès des d'on llançar atacs a Àfrica del Sud-oest. L'estratègia de seguretat va ser modelada per la doctrina d'atacs preventius i la guerra contra-revolucionària. Després que Sud-àfrica havia estat incapaç d'evitar que el MPLA, que considerava un titella de l'URSS, prengués el poder a Angola en 1975, va considerar el seu govern com una amenaça a la seva seguretat. Aquesta opinió va ser confirmada amb el desplegament de tropes cubanes a Angola. Per tant, l'objectiu del règim de l'apartheid era enderrocar i reemplaçar el MPLA a Luanda per un govern aliat i anticomunista. Es va recolzar activament la secessió de facto del sud d'Angola i, en 1979, va decidir instal·lar a UNITA com a govern de facto d'aquesta regió. Després de l'operació Protea de Sud-àfrica a l'agost de 1981, en la qual va ocupar 50.000 km² de la província de Cunene, UNITA va prendre el control administratiu de la majoria d'aquesta el gener de 1982.

## Operação Saludando Octubre
A causa de la insurrecció de la UNITA, el govern central mai va aconseguir prendre el control de tot el país, la UNITA va mantenir més o menys a gran part del sud-est angolès sota el seu control. Cada vegada que es va veure amenaçada, Sud-àfrica va intervenir en el seu nom. La pròpia Sud-àfrica manté constantment tota la frontera sud d'Angola i, de vegades, fins a 50.000 km² de la província de Cunene ocupats i en diverses ocasions va dur a terme incursions a l'interior del país.
En 1987, com a part de les repetides campanyes del govern d'Angola contra la UNITA i per fer-se del control del sud-est del país, l'exèrcit angolès va llançar l'operació Saludant Octubre per derrotar les forces de la UNITA a les seves ciutats fortaleses de Mavinga, una antiga base militar portuguesa, i Jamba en el sud-est del país, just per sobre de la franja de Caprivi. Igual que en les anteriors, la planificació i el lideratge va passar a les mans dels soviètics i els rangs més alts en les unitats van ser preses per oficials soviètics. El General Konstantin Kurotxkin va prendre el comandament de les forces angoleses en aquesta campanya. El comandament soviètic no inclou les forces cubanes a Angola i inicialment aquests no es van involucrar activament en el combat, exercint labors de suport. Les FAPLA van usar 150 T-55 i T-62 i helicòpters Mi-24. Els soviètics van rebutjar el consell dels cubans, com en les campanyes prèvies, que els van advertir que l'operació crearia una nova oportunitat per a una intervenció sud-africana. Es va decidir iniciar l'atac des de Cuito Cuanavale.
En aquestes dates a Angola el MPLA tenia 70.000 soldats enrolats en les seves forces armades, la SWAPO 9.000 guerrillers i Cuba tenia un personal de 40.000 homes, els rebels d'UNITA tenia per la seva banda un exèrcit de 30.000 a 35.000 homes amb el suport de 9.000 sud-africans. Per a l'ofensiva es van mobilitzar 20.000 soldats angolesos amb el suport posterior de 5.000 assessors i soldats cubans contra les defenses enemigues formades per 10.000 rebels i 7.000 sud-africans.
Gràcies a informes d'una gran acumulació de forces enemigues les SADF van advertir de l'atac a la UNITA. La campanya va ser reeixida pel MPLA, que va aconseguir conquistar part important del sud-est del país. El govern sud-africà es va adonar que la UNITA no seria capaç de retenir l'atac. El 15 de juny es va decidir a intervenir i va autoritzar un suport encobert. El 4 d'agost de 1987 les SADF van llançar l'operació Moduler que anava a detenir l'avanç d'Angola a Mavinga. El 61è Batalló Mecanitzat de les SADF va creuar a Angola des de la seva base a la ciutat fronterera de Rundu.
És necessari aclarir que fins a la intervenció de l'exèrcit sud-africà, la campanya havia estat reeixida pel MPLA. No obstant això, les forces de les FAPLA mai van arribar a entrar a Mavinga i molt menys a Jamba.

## El Combat del riu Lomba
A l'agost les FAPLA avançaven al sud-est des de Cuito Cuanavale les brigades d'infanteria lleugera 21 i 25, la blindada 47 i la mecanitzada 59 amb suport aeri de MiG-23 de la base aèria de Menongue. Enfront d'aquestes forces UNITA tenia els batallons 3r i 5è regulars, 13è semi-regular i 275è de Forces Especials. El 28 d'agost el MPLA va arribar a la ribera nord del riu Lomba prop Mavinga, on eren esperat per les SADF.
Es van produir una sèrie de trobades entre el 9 de setembre i el 7 d'octubre les SADF i la UNITA van impedir que les FAPLA, que va sofrir grans pèrdues, travessessin el riu. Els russos van retirar als seus assessors pel que les FAPLA van mancar d'un comandament militar competent. El 3 d'octubre un batalló de les FAPLA va ser atacat i aniquilat en la riba sud del riu Lomba a prop Mavinga i l'endemà passat, va començar la retirada cap a Cuito Cuanavale, on (amb l'ajuda dels instructors cubans)van començar a establir una defensa desesperada. Si Cuito Cuanavale es perdia, el següent lloc d'avançada més proper comparable seria Menongue, a 300 km de Mavinga i a 500 quilòmetres de la seu d'UNITA a Jamba. En la seva persecució de les unitats de les FAPLA les SADF i UNITA assetgen la ciutat de Cuito Cuanavale des del 14 d'octubre mitjançant bombardeig d'artilleria de 155 mm des d'una distància de 30 a 40 km.

## Cuito Cuanavale
Al novembre, les SADF havien acorralat les restes de tres brigades angoleses en l'est del riu Cuito i a través de la ciutat mateixa a punt de destruir-lo. Les molt desmoralitzades brigades 59 d'infanteria motoritzada i les 21 i 25 d'infanteria lleugera en posicions prop de Tumpo i a l'est del riu Cuito, estaven efectivament aïllades a causa del control de l'artilleria de les SADF del pont i la pista d'aterratge i al control d'UNITA de la carretera cap a Menongue, que havia minat i estaven preparats per a una emboscada. Sense suport ni cobertura les unitats de les FAPLA enfrontaven a l'aniquilació. El 15 de novembre el govern angolès va sol·licitar ajuda militar urgent a Cuba, que decideix intervenir per evitar un desastre total pel MPLA. En vista de Fidel Castro, una victòria de Sud-àfrica hauria significat no solament la captura de Cuito i la destrucció de les millors formacions militars d'Angola, sinó, molt probablement, al final de l'existència d'Angola com un país independent. Per tant, Castro va ordenar la "Maniobra XXXI Aniversari de les FAR", l'enviament de 15.000 soldats d'elit aconseguint el suport rus. Els primers reforços van arribar a Cuito en helicòpters el 5 de desembre, prop de 160a 200 els tècnics, assessors, funcionaris i forces especials.
El general Arnaldo Ochoa, veterà de les batalles de tancs a Etiòpia i comandant cubà a Angola va quedar al comandament de totes les forces militars (cubanes i angoleses). Durant tota la batalla, Castro i Ochoa van tenir desacords, ja que el primer desitjava intervenir en els plans de defensa el que va poder costar la vida a molts soldats cubans. Després d'aquesta guerra, el general Ochoa va ser destituït del seu càrrec i jutjat per càrrecs d'alta traïció i narcotràfic, es va declarar a si mateix culpable i va ser afusellat el 13 de juliol de 1989, encara que alguns consideren que la seva relació amb Castro durant la guerra va poder tenir alguna cosa a veure en el seu final.
El general Leopoldo Cintra Frías era subordinat del general Ochoa i Cap del Front Sud, després de ser destituït el general Ochoa, va quedar al capdavant de la Missió Militar de Cuba a Angola. La prioritat principal dels cubans era assegurar Cuito, però també es va decidir iniciar un segon front en l'oest d'aquesta, en Lubango que des de feia vuit anys estava en poder de les SADF.
El 25 de novembre el Consell de Seguretat de l'ONU va exigir la retirada incondicional de les SADF d'Angola a partir del 10 de desembre de 1987, sense, no obstant això, amenaçar amb sancions. Fins a desembre la situació dels angolesos assetjats era crítica, els observadors internacionals esperaven que les SADF la prenguessin ràpid i UNITA va declarar anticipadament la seva captura.
El 21 de desembre les SADF planegen llançar un atac final contra les undidades de les FAPLA acantonades en l'est del riu Cuito. El 9 de gener les SADF van destruir un important pont sobre el riu usant una bomba intel·ligent. Els cubans van construir una passarel·la de fusta en el seu lloc que van batejar Patria o Muerte més es van enterrar parcialment els carros de combat per usar-los com a artilleria fixa oculta.
Les SADF van portar reforços i entre el 13 de gener al 23 de març, es van llançar sis atacs contra els angolesos i cubans a l'est del riu sense cap resultat important. Una gran columna de tropes angoleses i cubanes marxava des de Menongue per donar alleujament als seus companys a Cuito Cuanavale però el seu avanç es va fer lent per les pluges i la necessitat de netejar el camí de mines i possibles emboscades pel que no va arribar a temps per participar en la batalla.
Encara que el primer atac del 13 de gener va ser reeixit, portant a gairebé destruir una brigada de les FAPLA, per la geografia les SADF van haver de tornar a les seves bases de partida. El 14 de febrer un segon atac van prendre les altes posicions de Chambinga però prop del desastre els angolesos es van retirar des del Cuito al Tumpo que va resultar ser una excel·lent línia defensiva. El 19 de febrer el tercer assalt va resultar un desastre per les SADF, al nord del riu Dala van ser repel·lides per un batalló de les FAPLA; incapaces d'arribar a l'avantguarda enemiga les SADF es van retirar. En els dies següents els bombardejos aeris cubans es van intensificar contra els sud-africans. El 25 de febrer els angolesos i cubans van rebutjar un quart assalt i les SADF van haver de retirar-se a l'est del riu Tumpo. El fracàs d'aquest atac va ser un punt d'inflexió en la batalla, elevo la moral dels angolesos i l'avanç sud-africà va acabar en un punt mort. Un cinquè atac va ser repel·lit el 29 de febrer el coronel Jan Breytenbach de les SADF va escriure de l'assalt sud-africà "va ser portat a una paralització total i definitiva" per les forces combinades cubanes i angoleses.
En aquests moments els efectius cubans a Angola van augmentar a 55.000 homes, 40.000 en el sud del país. A causa de l'embargament d'armes des de 1977 els vells aparells de la força aèria de Sud-àfrica van ser superats pels sofisticats equips aeris i defenses antiaèries subministrades als seus enemics per la URSS, perdent així el seu anterior domini en l'aire el que va ser decisiu en el desenvolupament de les últimes etapes de la guerra. La pista d'aterratge de Cuito Cuanavale va ser constantment reparada davant els constants atacs de l'artilleria i força aèria sud-africanas.
Després del fracàs de l'atac del 23 de març el govern de Pretòria va ordenar la retirada del gruix de les forces, deixant 1.500 homes del Grup de Combat N°20 a fi de minar el territori i impedir o retardar un possible contraatac dels seus enemics. Durant mesos la pista d'aterratge de la ciutat va ser bombardejada per l'artilleria sud-africana des de 30 a 40 km. de distància. Mentre els cubans van avançar al sud en direcció a Namíbia, segons Castro per aïllar a les tropes de les SADF, ja que gran part de l'artilleria enemiga G-5 va romandre en les seves posicions per la dificultat de moure-les en l'estació plujosa. No obstant això, potser per no afectar les negociacions de pau, no es van atacar les posicions sud-africanes, limitant-se a envoltar-les.
Després de la batalla el cost de la guerra havia augmentat dràsticament per a Sud-àfrica i va col·locar a Cuba en una posició més ofensiva, la qual cosa facilitava la possibilitat de poder retirar les seves tropes d'Angola amb els seus oponents estant a la defensiva.

## Conseqüències
Arran de Cuito Cuanavale, en vespres de la primera ronda de converses de pau després de dos anys, Castro va ordenar a les FAPLA i les tropes cubanes i de la SWAPO del General Ochoa Sánchez obrir un segon flanc del Front Sud (el General Cintras Frias seria el cap de tot el front sud (Flanc Sud Oriental i Flanc Sud Occidental, "La Guerra Innecessària Copyright © 2016 by Mario Riva Morales ISBN 978-1535570794) cap a l'oest a Calueque (Lubango) amb una força de 40.000 cubans soldats i un nombre major de les forces d'Angola i namibias, amb el suport dels MIG-23 caces bombarders. La primera resistència sud-africana es va trobar prop de Calueque el 15 de març donant-se tres mesos de sagnants enfrontaments amb un lent avanç cubà a Namíbia. Però van ser escaramusses puntuals. El General Acevedo, Cap de la Divisió que avançava cap a Ruacaná, ho diu pel clar en el seu llibre "Fronteres". "Es tractava d'emboscades".
Els angolesos i cubans van iniciar les negociacions de pau el 9 de març de 1988 sota l'empara dels EUA. El 3 de maig els sud-africans es van unir també a la taula negociadora.
El 26 de maig les SADF van reconèixer que els cubans havien avançat fins a 60 km. de Namíbia, les tropes sud-africanes encara en Cuito Cuanavale van distreure l'avanç enemic amb maniobres d'engany. Donant-se escaramuzas entre aquestes tropes i els seus enemics sobretot en l'operació Hilti/Excite. En resposta a això el Batalló 32 va inserir un equip d'intel·ligència sota el comandament del capità Herman Mulder, qui va establir una caserna general tàctica a Ruacana, va donar suport a dos equips fent el reconeixement al sud, el primer a Techipa al llarg de les muntanyes Devangulu, amb el sistema operatiu en el segon equip a l'àrea de la Rotonda Handa.
Una vegada recopilada la intel·ligència necessària per l'operació Hilti/Excite es va iniciar el 13 de juny amb el desplegament d'una companyia del 61 Batalló Mecanitzat a Dongue, a 25 km. al sud-oest de Xangongo. Un atac va ser llançat també contra Ongiva pel Batalló 32. Peces d'artilleria G-2 i G-5 van ser proporcionades al 61 Batalló Mecanitzat i es van enfrontar als cubans de la 50a Divisió amb seu en Ongiva. Una forta escaramussa va tenir lloc en Cuamato i Batalló 201 va perdre alguns vehicles però es va mantenir la ciutat (24 de juny de 1988). Es va iniciar la retirada de Techipa el 26 de juny. Un tiroteig va succeir quan un escamot del Batalló 32 estava involucrat en una acció que va tenir lloc a una distància de 20 km. de la ciutat. El 27 de juny Batalló Mecanitzat 61 va atacar a un esquadró de tancs cubans abans que travessessin el riu Cunene per entrar a Namíbia. El MiG-23 van perdre l'avantatge tàctic per alguna raó desconeguda i la presa de Calueque va ser bombardejada. A cap moment els MIG-23 cubans van perdre l'avantatge tàctic. El bombardeig a la reguladora d'aigua de Calueque es trobava dins dels plans de l'alt comandament militar cubà, com a resposta a una resistència activa per part de les SADF.
Dos MiG-23 van ser danyats per foc des de terra. El 8 de juny de 1988, amb l'esperança d'enviar un fort missatge als cubans que anaven a respondre a qualsevol intromissió a Àfrica Sud-occidental, el govern sud-africà va cridar 140.000 homes de les reserves (Força Ciutadana). Això va ser conegut com l'Operació Guineu del Desert, i va consistir en la mobilització de la 81a Brigada Cuirassada, que es col·loca el 30 de juliol de 1988 al sud de Ruacana, a càrrec de la responsabilitat de neutralitzar l'agressiva 50a Brigada de Cuba si fos necessari. La signatura d'un tractat de pau formal a Ruacana el 22 d'agost de 1988 va significar que l'operació Guineu del Desert podria ser avortada.
A la fi de maig, Cuba tenia dues divisions (deu Brigades) en el sud-oest d'Angola. Al juny, es van construir dues bases aèries en Cahama i Xangongo amb les quals la força aèria cubana podia operar a Namíbia. Tot el sud d'Angola estava coberta per una xarxa de radars i SA-8 de defensa aèria i posava fi a la superioritat aèria de Sud-àfrica.
Al juny de 1988, els cubans estaven disposats a avançar a Calueque a partir de Xangongo i Tchipa. Llançant greus atacs contra Sud-àfrica, estaven disposats a destruir els dipòsits de Ruacana i atacar les bases de Sud-àfrica a Namíbia. L'ofensiva va començar a partir de Xangongo el 24 de juny amb enfrontaments en la ruta a Cuamato. Una força de detecció del SADF es va trobar amb l'avanç cubà en un tiroteig resultant en la retirada de la força del SADF i la decisió de les FAPLA i els cubans de tornar a la seva base. El 26 de juny les SADF van realitzar un exercici, per posar a prova les forces cubanes a la zona. Les SADF van enviar cimbells per provocar als cubans perquè revelessin les seves posicions a Tchipa per tal d'usar la seva artilleria de llarg abast amb eficàcia per a la destrucció de la capacitat cubana d'utilitzar la seva pròpia artilleria. Una sèrie d'enfrontaments es van produir amb tancs sud-africans, després d'un èxit inicial van retrocedir per temor a ser aclaparats pels reforços enemics.
Els MIG cubans van llançar atacs a les posicionis rivals prop de la presa de Calueque, 11 km. al nord de la frontera amb Namíbia, provocant seriosos danys. La força principal dels cubans, encara en el camí, mai va veure l'acció i va tornar a Tchipa. Amb la retirada de les SADF de Namíbia el 27 de juny es va donar el cessament de les hostilitats.
Els sud-africans, sorpresos per la magnitud i la velocitat de l'avanç cubà, considerant la gran batalla els venia damunt i que els riscos eren massa alts, es van retirar. Per la seva banda, els cubans van quedar impressionats per les nombroses baixes que havien sofert i van posar les seves tropes en alerta esperant una forta resposta de Sud-àfrica. Cinc dies més tard Pretòria va ordenar al Grup de Combat 20, que seguia operant a l'est de Cuito Cuanavale la retirada per evitar les més baixes, després una divisió de les SADF es va desplegar per a la defensa de la frontera nord de Namíbia.
En la taula de negociació als sud-africans van acordar retirar-se d'Angola l'1 de setembre de 1988 i amb l'aplicació de la Resolució 435 d'Àfrica del Sud-oest l'1 de novembre, la qual cosa va portar a la independència de Namíbia. Aquest acord es basa que el cost de la guerra havia augmentat dràsticament per a Sud-àfrica i que Cuba estava en una posició més ofensiva; d'altra banda, la intel·ligència indicava que la Unió Soviètica ja no podia sostenir les forces dels seus aliats al Tercer Món, i que Cuba estava començant a buscar com acabar amb la guerra producte de les altes baixes.Els cubans a canvi van iniciar la retirada d'Angola que es va perllongar fins a juliol de 1991. Un acord de pau intervingut per Chester Crocker, es va signar finalment el 22 de desembre de 1988 a Nova York.
Nelson Mandela considera l'èxit de les FAPLA i Cuba a Cuito i Lubango un punt d'inflexió en la guerra civil d'Angola, així com en la lluita per la independència de Namíbia. La batalla de Cuito, desenvolupada durant 6 mesos, va ser la major batalla a Àfrica des de la Segona Guerra Mundial. Les baixes van ser elevades, especialment en el costat d'Angola; en el curs d'aquesta al voltant de 20.000 soldats van perdre la vida.
Les reclamacions de la victòria en aquesta batalla en riu Lomba s'han fet des de tots els costats, depenent del punt militar, polític o moral. En el militar va ser una victòria de Sud-àfrica ia UNITA, que van rebutjar l'ofensiva d'Angola al riu Lomba i van passar a la contraofensiva en Cuito Cuanavale, la que també va acabar en pèrdues humanes i materials. La victòria UNITA-SADF se circumscriu a la batalla del riu Lomba. La victòria de les FAPLA-FA cubanes és inherent a la Defensa de Cuito Cuanavale, impossibilitant l'anihilament de les brigades FAPLA i la presa de la ciutat.
Probablement, els impactes més significatius de la "batalla de Cuito Cuanavale" van ser, en termes polítics les negociacions de pau que van iniciar la fi del règim de l'apartheid a Sud-àfrica, i en termes militars (de la Guerra Freda), la captura d'un complet sistema de míssils antiaeris SA-8, el 3 d'octubre de 1987 per elements del Batalló 32. Aquesta va ser la primera vegada que aquest sistema va caure a les mans de les forces oposades al Pacte de Varsòvia, efectivament això anava a inclinar l'equilibri estratègic de poder entre l'OTAN i el Pacte, una vegada més. La captura d'aquest sistema va tenir un gir interessant en el qual les SADF es van negar a lliurar als EUA, dolgudes pel fet que els EUA s'havien negat a donar el suport de míssils Stinger quan eren necessaris. Aquest sistema va ser lliurat tant a la Força de Defensa d'Israel, qui al seu torn el va lliurar als EUA al moment de l'operació Tempesta del Desert. Alguns comentaristes veure aquesta pèrdua estratègica com a punt d'inflexió en la Guerra Freda a Àfrica, similar a l'ocorregut quan es van introduir els sistemes de Stinger a Afganistan, canviant la marea de la guerra.
L'historiador Piero Gleijeses, Professor de la Universitat Johns Hopkins de Washington, escriu sobre aquest tema: « Malgrat tots els esforços de Washington [aliat al règim de l'apartheid] per impedir-ho, Cuba va canviar el curs de la història d'Àfrica Austral […]. La proesa dels cubans en el camp de batalla i el seu virtuosisme en la taula de negociacions van ser decisives per obligar Sud-àfrica a acceptar la independència de Namíbia. La seva reeixida defensa de Cuito va ser el preludi d'una campanya que va obligar a la SADF a sortir de Angola. Aquesta victòria va repercutir més enllà de Namíbia ».